# Guerra de Troya
En la mitología griega, la guerra de Troya fue un conflicto bélico en el que se enfrentaron una coalición de ejércitos aqueos contra la ciudad de Troya, ubicada en Asia Menor, y sus aliados. Según Homero, se trataría de una expedición de castigo por parte de los aqueos, cuyo pretexto habría sido el rapto —o fuga— de Helena de Esparta por el príncipe Paris de Troya.
Esta guerra es uno de los ejes centrales de la épica grecolatina y fue narrada desde la época arcaica en un ciclo de poemas épicos de los que solo dos han llegado intactos a la actualidad, la Ilíada y la Odisea, atribuidos a Homero. La Ilíada describe un episodio de esta guerra, y la Odisea narra el viaje de vuelta a casa de Odiseo, uno de los líderes griegos. Otros muchos escritores griegos y romanos posteriores elaboraron diferentes relatos sobre esta guerra. Asimismo, los pintores y escultores representaron en sus obras múltiples pasajes de la guerra de Troya.
Los antiguos griegos creían que la guerra de Troya había sucedido realmente. El historiador Heródoto opinaba que esta guerra había sido la causa originaria de las enemistades entre persas y griegos. Incluso algunas de sus costumbres estaban relacionadas con esta guerra, como las vírgenes que enviaban anualmente los locrios al templo de Atenea de Troya. Por otra parte, los romanos se consideraban descendientes de los troyanos que consiguieron sobrevivir a la guerra. No obstante, algunos autores de la Antigüedad cuestionaban la veracidad de algunos de los eventos relatados.
Las excavaciones realizadas por Heinrich Schliemann a finales del siglo XIX, así como el estudio de documentos de los archivos reales del Imperio hitita empezaron a alimentar un prolífico debate sobre la existencia de un fundamento histórico en la guerra de Troya. Sin embargo, aunque la identidad de Troya como escenario histórico cuenta con el acuerdo de la mayoría de los investigadores, no se ha podido demostrar que se emprendiera contra la ciudad una expedición de guerra capitaneada por atacantes griegos.

## El mito

### Antecedentes. El juicio de Paris

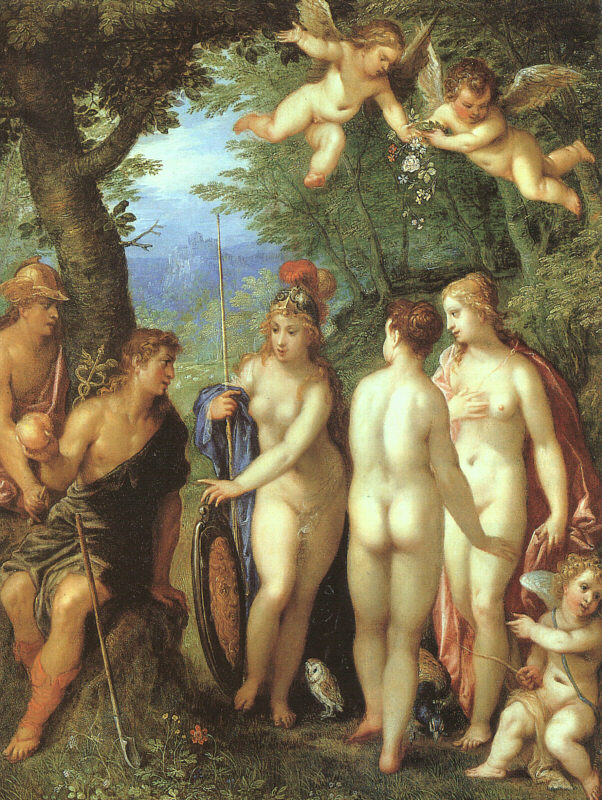
El Juicio de Paris, por Hendrick van Balen (1599).

Zeus se convierte en rey de los dioses tras destronar a su padre Crono; Crono a su vez había destronado a su padre Urano. Zeus escucha una profecía en la que él a su vez será destronado por uno de sus hijos. Otra profecía dice que un hijo de la ninfa Tetis sería más grande que su padre. Posiblemente por alguna de estas razones, Tetis se casó por orden de Zeus con un mortal, el rey Peleo. Peleo y Tetis tuvieron un hijo llamado Aquiles quien, según otra profecía, moriría joven en Troya.
Zeus delibera con Temis acerca de la guerra de Troya. Todos los dioses fueron invitados a la boda de Peleo y Tetis, excepto Eris. Esta se presentó de improviso en la boda y dejó sobre la mesa una manzana de oro en la que estaba inscrita la palabra kallisti (‘para la más hermosa’). La manzana fue reclamada por Hera, Atenea y Afrodita. Zeus resolvió el asunto nombrando árbitro a Paris, un príncipe de Troya, que había sido criado como pastor a raíz de una profecía, según la cual sería el causante de la caída de Troya.
Las diosas quisieron sobornar a Paris ofreciéndole dones en caso de resultar elegidas: Atenea le ofreció la victoria en la batalla; Hera le prometió poder político y Afrodita le ofreció el amor de Helena de Esparta. Paris concedió la manzana a Afrodita.

#### Otros orígenes mitológicos de la guerra
Dicen en efecto que la Tierra, abrumada por la muchedumbre de los hombres, y al no haber piedad alguna entre los hombres, le pidió a Zeus que la aliviara de la carga, y que Zeus suscitó primero en seguida la guerra tebana, por la que hizo perecer a muchísimos. Luego, tomando en esta ocasión a Momo como consejero, suscitó la de Troya. Aunque él era capaz de arruinarlos a todos con rayos o diluvios, dado que Momo lo disuadió de ello y le aconsejó la boda de Tetis con un mortal y la procreación de una hermosa hija, se inició por ambas cosas la guerra entre griegos y bárbaros por la que, con el tiempo, se consiguió que la tierra se aligerara, tras la muerte de muchos. La historia aparece en Estasino, el autor de las Ciprias, que dice lo siguiente:
«Hubo un tiempo en el que innumerables tribus (de hombres,) errantes por la tierra, (agobiaban) la superficie de la tierra de profundo pecho. Zeus se apiadó al verlo y en su sagaz inteligencia decidió aligerar de hombres a la tierra de todos nutricia, atizando la gran querella de la guerra troyana, para que la despoblara el peso de la muerte. En Troya los héroes perecían y se cumplía la determinación de Zeus».

#### El rapto de Helena

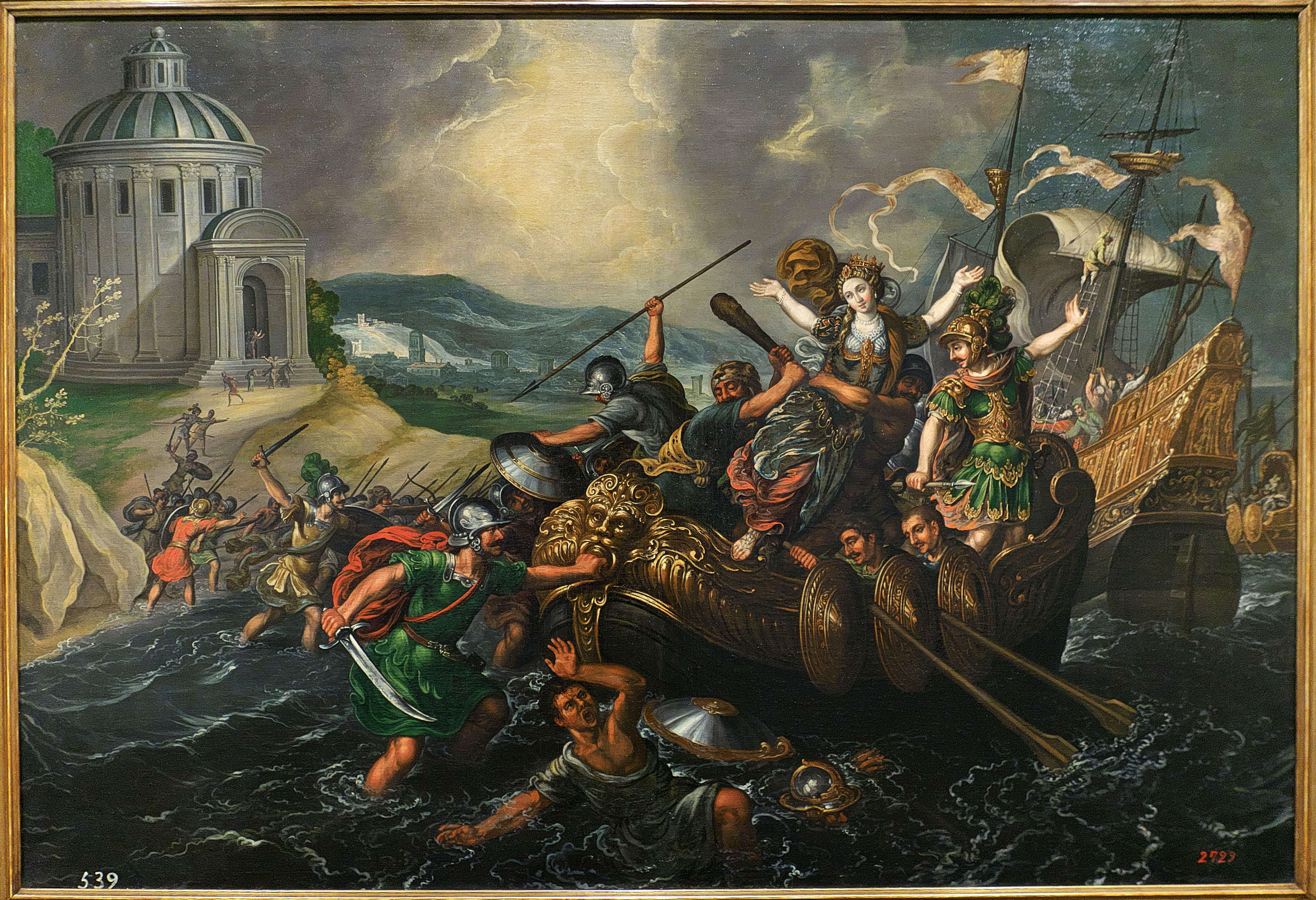
El rapto de Helena, por Juan de la Corte,.

Helena era hija de Leda, la cual estaba casada con Tindáreo, rey de Esparta, y fue seducida por Zeus en forma de cisne; las tradiciones difieren sobre cuáles de los cuatro hijos de Leda eran de Zeus y cuáles de Tindáreo, pero Homero presenta a Helena como hija de Zeus.
Helena tenía muchos pretendientes, y Tindáreo estaba poco dispuesto a elegir uno por miedo a que los otros tomasen represalias. Finalmente, uno de los pretendientes, Odiseo de Ítaca (Ulises en la mitología romana), propuso un plan. Hizo prometer a todos que defenderían a quien fuese elegido como esposo de Helena. Una vez efectuado el juramento, Tindáreo —o la propia Helena, según otra tradición— eligió a Menelao, y además le cedió el trono de Esparta. Por otra parte, su hermano Agamenón, casado con la hermana de Helena, Clitemnestra, ostentaba el trono de Micenas.
Enviado a hacer tratos diplomáticos a Esparta, Paris aprovechó que Menelao tuvo que viajar a Creta para rendir honores fúnebres a su abuelo y, con la ayuda de Afrodita, raptó o sedujo a Helena. Juntos embarcaron rumbo a Troya, donde llegaron tras una larga travesía en la que pasaron por Fenicia y Chipre. Todos los reyes y príncipes de Grecia fueron llamados a cumplir su juramento y recuperarla.

#### Reclutamiento y jefatura de las tropas

Mapa de la Grecia homérica y origen de sus héroes.

La mayoría de los reyes griegos estuvieron dispuestos a ir a la guerra y a aportar naves y soldados. No era este el caso de Odiseo, que reinaba en Ítaca, estaba casado con Penélope y tenía un hijo, Telémaco. Para evitar ir a la guerra, se fingió loco y se puso a arar con una yunta de un buey y un caballo. Palamedes fue más listo que él y puso a su hijo Telémaco delante del arado. Odiseo se incorporó al no estar dispuesto a matar a su hijo, revelando su cordura y viéndose obligado a ir a la guerra.
El adivino Calcas auguró que nunca podría ser conquistada la ciudad de Troya sin que Aquiles participara en la batalla. Su madre Tetis, sabiendo que Aquiles moriría si iba a Troya, lo disfrazó de mujer en la corte del rey Licomedes en Esciro. Allí tuvo una relación amorosa con la hija del rey, Deidamía, de la que tuvieron un hijo, Neoptólemo. Odiseo descubrió a Aquiles entre las mujeres y consiguió así que participara en la expedición.
Por otra parte, cuando los griegos trataron de conseguir que el rey Cíniras de Chipre se uniera a la alianza, este envió una coraza como regalo a Agamenón y además prometió que enviaría cincuenta naves. Sin embargo, solo envió una nave real, mientras las otras cuarenta y nueve eran simplemente modelos de arcilla.
Finalmente, se reunió una flota de más de mil naves al mando de Agamenón.

### Trayecto a Troya

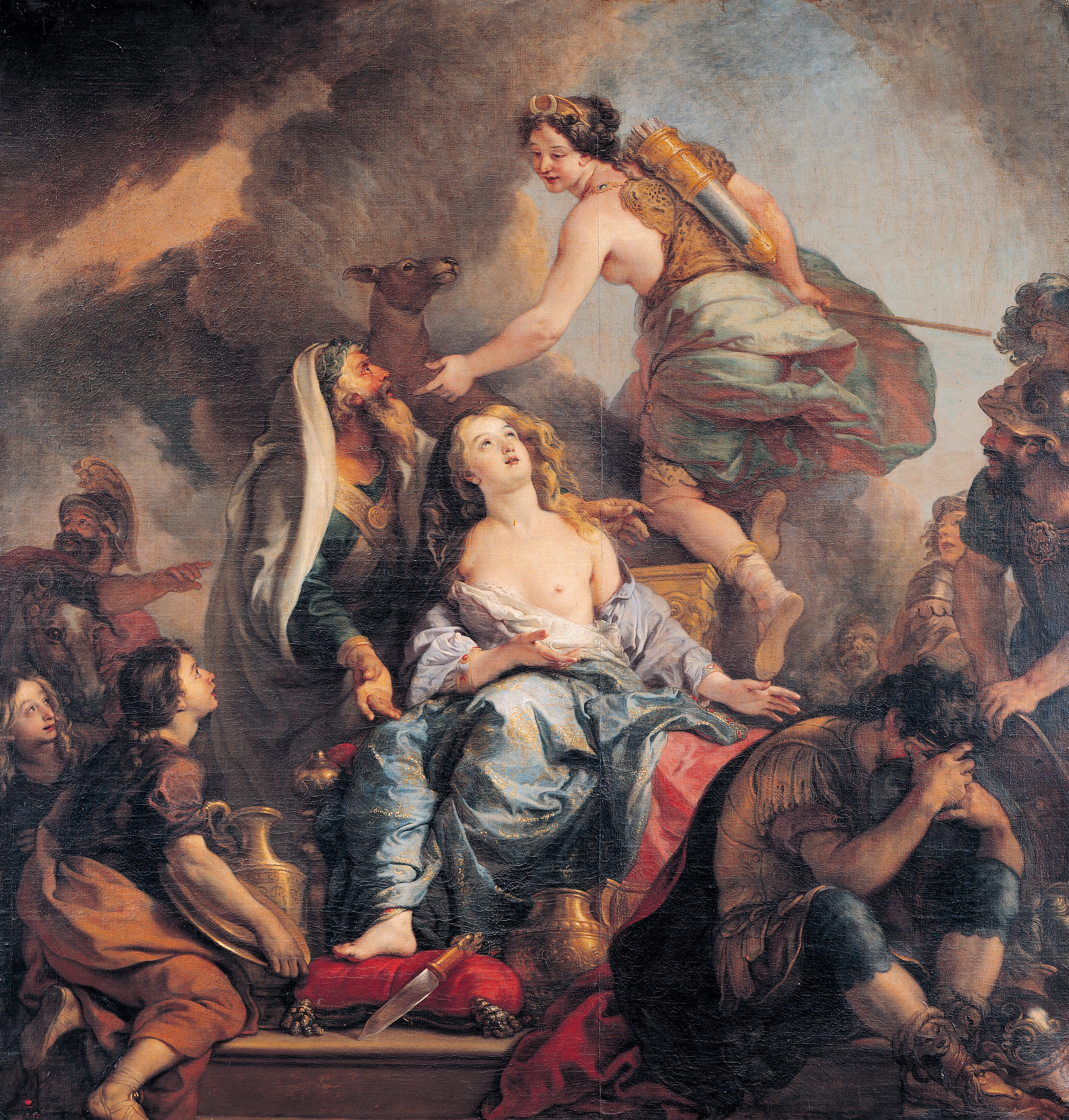
El sacrificio de Ifigenia, por Charles de la Fosse (1680).

Cuando los griegos partieron a la guerra de Troya, se equivocaron de rumbo y fueron a parar a Misia, regida por Télefo. En una batalla, Aquiles hirió a Télefo. Puesto que su herida no cicatrizaba, Télefo preguntó al oráculo y este vaticinó que el mismo que lo hirió debería sanarle. Télefo fingió ser un mendigo y pidió a Aquiles que le ayudase a cicatrizar su herida. Aquiles rehusó alegando no tener conocimientos médicos. Odiseo dijo que la lanza había causado la herida y la lanza podría cicatrizarla. Se pusieron pequeños trozos de la lanza sobre la herida y esta cicatrizó. Télefo les indicó el camino a Troya agradecido por su curación.
Cuando la expedición se dispuso de nuevo a zarpar desde Áulide, los vientos cesaron. Calcas auguró que la diosa Artemisa estaba castigando a Agamenón por matar a un ciervo sagrado (o matar a un ciervo en un bosque sagrado) y alardear que era mejor cazador que ella. La única forma de apaciguar a Artemisa era sacrificar a la hija más bella de Agamenón, Ifigenia. Ifigenia fue trasladada desde Micenas hasta Áulide con el falso pretexto de que iba a convertirse en esposa de Aquiles. Cuando llegó, Agamenón se dispuso a sacrificarla, pero en el último momento Artemisa sustituyó a la joven por un ciervo y la llevó a Táurica, donde fue sacerdotisa de su culto. Allí era la encargada de sacrificar a todo extranjero que llegaba hasta el lugar, en honor a Artemisa. Hesíodo dice que se convirtió en la diosa Hécate.
Filoctetes tenía en su poder el arco y sus flechas que Heracles le había regalado, ya que encendió la pira funeraria del héroe cuando nadie más quiso hacerlo. Navegó con siete barcos repletos de hombres a la guerra de Troya, donde planeaba luchar en el bando de los griegos. Se detuvieron en una isla y allí Filoctetes fue mordido por una serpiente. La herida se infectó y desprendía un gran hedor; entonces Odiseo, por orden de Agamenón, lo dejó abandonado en Lemnos. Medonte, hijo de Oileo, tomó el mando de los hombres de Filoctetes, quien permaneció solo en Lemnos durante diez años.

### Inicio de la guerra

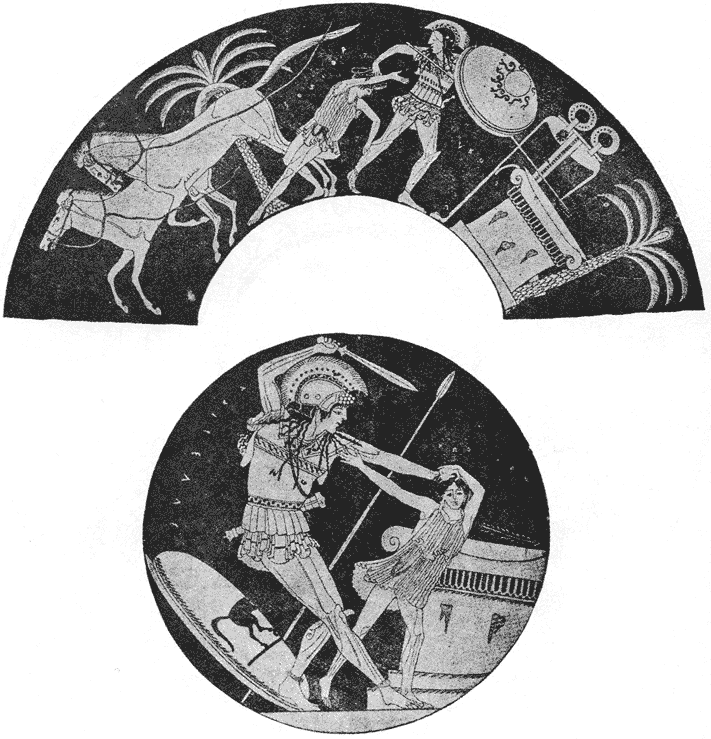
Aquiles decapitando a Troilo, en un Cílice por Eufronio.

Antes de que el grueso de la armada griega llegara a Troya, fue enviada a la ciudad una embajada en la que Odiseo y Menelao solicitaron a la asamblea de los troyanos la devolución de Helena junto a todas sus pertenencias. Los troyanos se negaron e incluso pretendieron matar a los enviados, que se salvaron gracias a la mediación del troyano Antenor. Tras este evento, los griegos llegaron a las playas de Troya, donde entablaron una primera batalla contra los troyanos que trataron de impedir el desembarco.
El oráculo profetizó que el primer griego que pisara tierra sería el primero en morir en la guerra de Troya. Protesilao, capitán de los filaceos, satisfizo esta profecía. Héctor mató a Protesilao, y Laodamía, esposa de este, se suicidó a causa del dolor. Tras la muerte de Protesilao, su hermano Podarces fue a la guerra en su lugar.
Tras una batalla en la playa, los aqueos lograron imponerse. Entre otros, Aquiles mató a un hijo de Poseidón, Cicno, que luchaba en el bando troyano. Cicno era invulnerable a las armas y Aquiles lo mató estrangulándolo o golpeándolo con una piedra.
Los griegos sitiaron Troya durante nueve años. Durante ese tiempo, saquearon muchas ciudades de la zona. Aquiles dio muerte en el templo de Apolo Timbreo a Troilo y, en otra ocasión en la que Aquiles pudo entrar de noche en la ciudad, tomó a Licaón como prisionero. También a veces surgían disensiones entre los mismos griegos. En una de estas ocasiones, Odiseo, que sentía deseos de vengarse de Palamedes, tramó un ardid que consistió en obligar a un prisionero frigio a escribir una carta que supuestamente estaba remitida por el rey troyano Príamo y enterró una cierta cantidad de oro debajo de la tienda de Palamedes. Cuando los griegos leyeron la carta y descubrieron el oro, creyeron que Palamedes era un traidor y lo apedrearon hasta la muerte.
En el reparto del botín de los saqueos, Agamenón tomó como esclava a Criseida, hija de Crises, sacerdote de Apolo. Cuando Crises intentó pagar su rescate, fue maltratado, así que pidió a Apolo que castigase a los griegos, y el ejército fue azotado por una plaga.

### Hechos de laIlíada

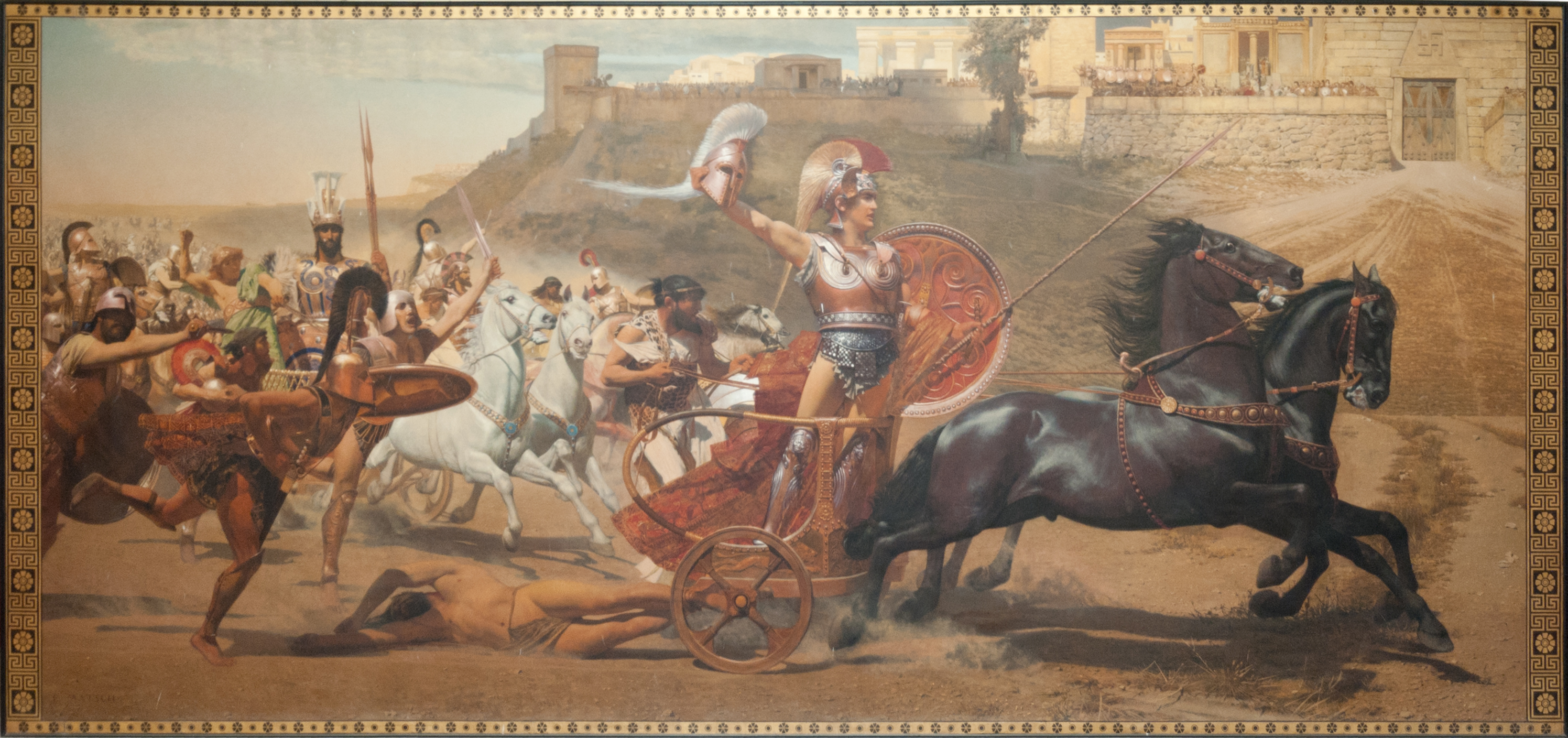
Fresco de
Franz Matsch del palacio del Aquileón de Corfú que representa a Aquiles arrastrando el cadáver de Héctor ante los muros de Troya (1892-1894).

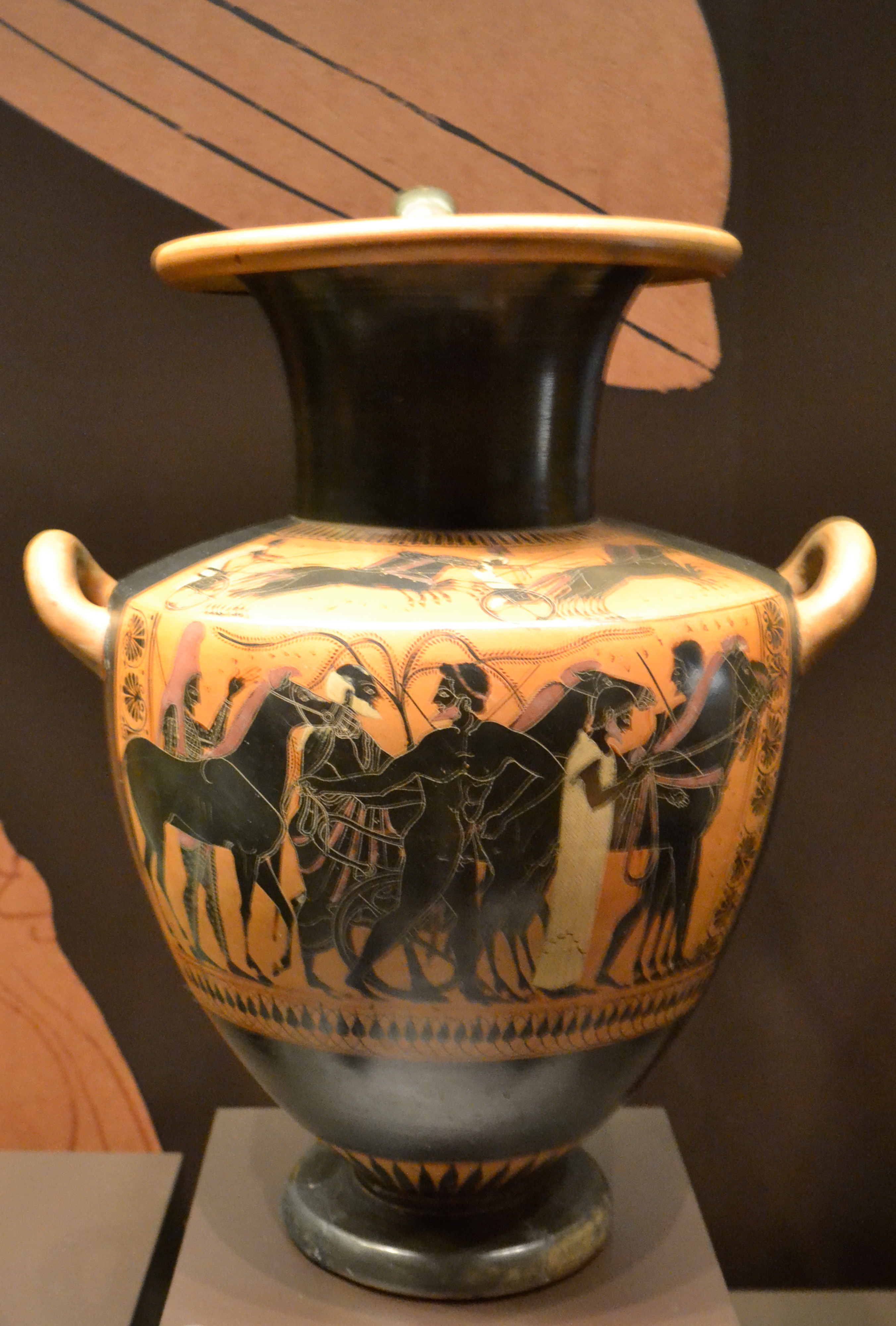
El rey Príamo (con pelo blanco) disponiéndose a partir en carro para ir a la tienda de Aquiles a suplicarle que le entregue el cadáver de su hijo Héctor (hidria de 510-520 AEC).

El oráculo emitido por Calcante dijo que la plaga solo cesaría si Agamenón devolvía a Criseida a su padre. Enojado por esto, y con Aquiles (que garantizó el cumplimiento del oráculo), Agamenón aceptó devolver a Criseida, pero a cambio tomó a la concubina de Aquiles, Briseida. Por esta causa Aquiles se negó a continuar luchando en la guerra y pidió a su madre Tetis que intercediera para que Zeus favoreciera a los troyanos y causase males a los aqueos. Los siguientes días los griegos fueron duramente castigados en la batalla y los principales guerreros, salvo Áyax, fueron heridos gravemente. Los troyanos, capitaneados por Héctor, avanzaban sin parar sobre las posiciones griegas llegando incluso hasta las naves, las cuales comenzaron a prender fuego; lo hubiesen logrado a no ser por la resistencia de Áyax y la llegada de Patroclo.
En vista del peligro, Aquiles había dejado que su compañero Patroclo llevase su armadura y encabezase las tropas en la batalla. La llegada de Patroclo dio nuevos ánimos a los griegos y lograron expulsar a los troyanos de las naves. Sin embargo, Héctor dio muerte a Patroclo y se quedó con la armadura de Aquiles tras una ardua batalla que se había desencadenado alrededor del cuerpo sin vida de Patroclo. Cuando le llegó la noticia de lo sucedido, Aquiles juró venganza, mató a Héctor y arrastró su cuerpo atado a su carro alrededor de las murallas de Troya tres veces. Después de celebrar unos juegos fúnebres en honor de Patroclo, Aquiles seguía dolido y continuaba dando tres vueltas cada día al cuerpo de Héctor alrededor de la pira funeraria de Patroclo. Finalmente Príamo, acompañado por Hermes, fue una noche en persona a suplicarle que devolviese el cuerpo de su hijo, con lo que se ablandó y aceptó una tregua de doce días mientras durasen los funerales de Héctor.

### Muerte de Aquiles

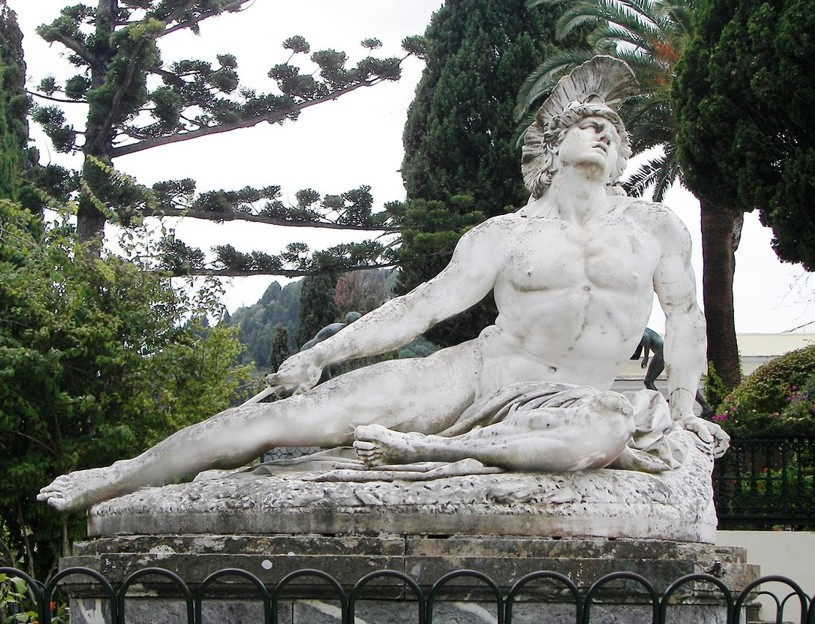
Muerte de Aquiles, por Ernst Herter (Aquileión, Corfú, Grecia)

Poco después de la muerte de Héctor, llegaron nuevos aliados en ayuda de los troyanos. Aquiles venció a la amazona Pentesilea (de la que se enamoró una vez que ya la había matado) y a Memnón de Etiopía. Tras estos eventos, se produjo la muerte de Aquiles; bien de una flecha en su talón lanzada por Paris y dirigida por Apolo; o en otra versión, directamente por el dios Apolo. Se celebraron unos juegos funerarios en su honor.
En otra versión bastante diferente de las anteriores, Aquiles fue asesinado en una emboscada que le tendió Paris con ayuda de su hermano Deífobo en el templo de Apolo Timbreo, donde llegó con la intención de concertar su casamiento con una de las hijas de Príamo, Políxena.

### Muerte de Áyax y oráculos sobre el desenlace de la guerra

Áyax preparando su suicidio. Representado por Exequias.

La armadura de Aquiles era motivo de disputa entre Odiseo y Áyax. Compitieron por ella, resultando vencedor Odiseo. Áyax, encolerizado, juró matar a sus compañeros pero, a causa de un ataque de locura que le había infundido Atenea, comenzó a matar animales de ganado, pensando que eran soldados griegos. Posteriormente, tras recobrar la cordura, se suicidó.
Calcante profetizó que Troya solo podía ser tomada si recuperaban las flechas de Heracles, que estaban en poder de Filoctetes; Odiseo y Diomedes trajeron a Filoctetes de Lemnos. Su herida fue curada por Podalirio. Filoctetes mató a Paris con sus flechas, vengando así a Aquiles.
Después de la muerte de Paris, otros dos hijos de Príamo, Deífobo y Héleno, disputaron por ser el nuevo esposo de Helena. Deífobo fue el elegido y Héleno, indignado, se retiró de Troya y se estableció en el monte Ida.
Después, Calcante aseguró que Héleno, que era también adivino, conocía los oráculos que protegían la ciudad. Así que los griegos lo capturaron y lo obligaron a decir bajo qué circunstancias podrían tomar Troya. Héleno auguró que para que Troya pudiera ser tomada era necesario que trajeran los huesos de Pélope, que robaran la estatua troyana de Palas Atenea (llamada Paladio) y que Neoptólemo, hijo de Aquiles, participara en la guerra. Los griegos consiguieron cumplir las tres condiciones. Neoptólemo estaba en la isla de Esciros, pero los griegos le localizaron.

### El caballo de Troya

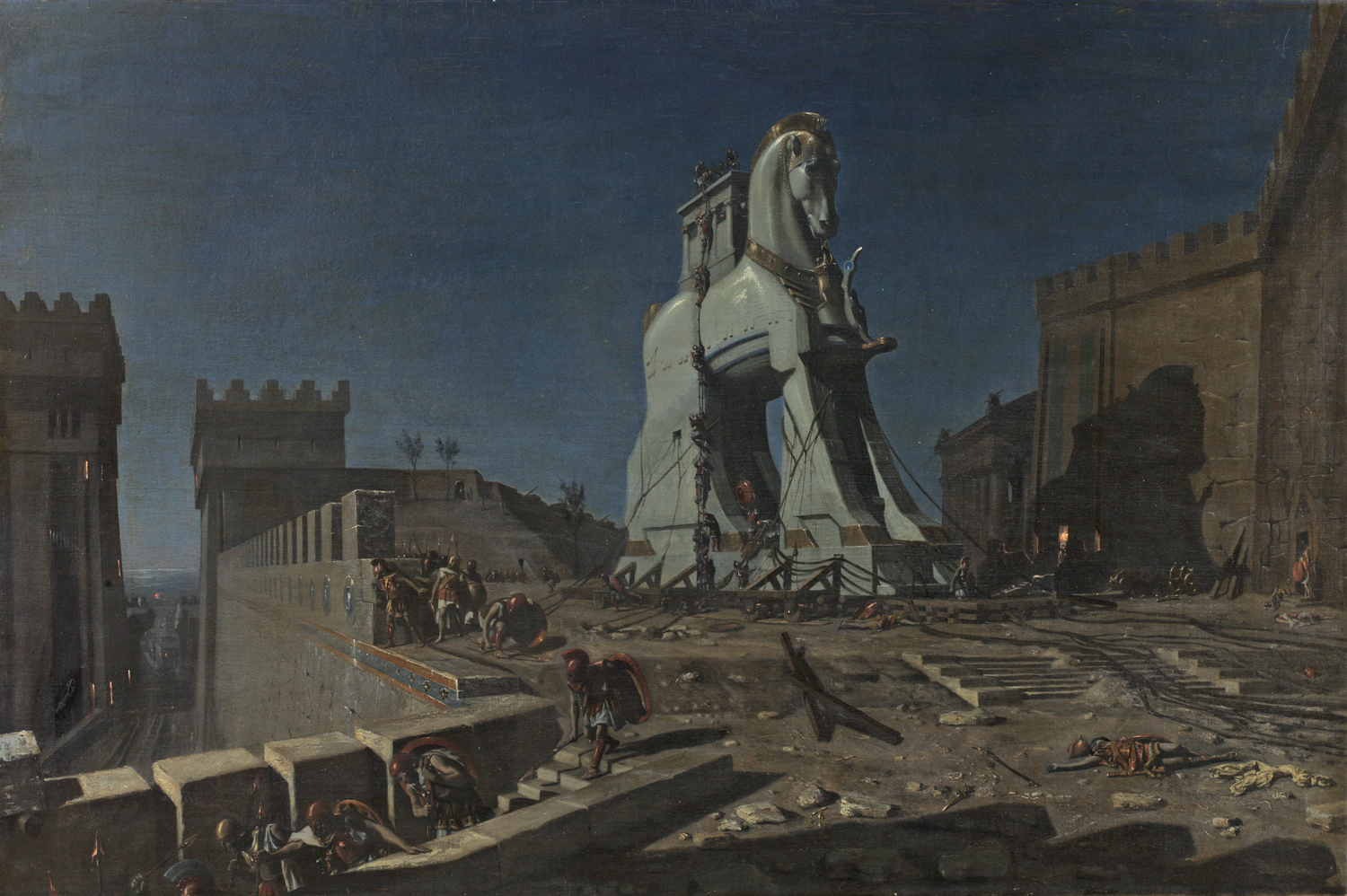
Los griegos saliendo del caballo de Troya, por Henri-Paul Motte (1874).

El cerco de Troya duró diez años. Los griegos idearon una nueva treta, un gran caballo de madera hueco. Fue construido por Epeo y lo ocuparon soldados griegos encabezados por Odiseo. El resto de la armada griega fingió partir y un espía griego, Sinón, convenció a los troyanos de que el caballo era una ofrenda a Atenea. A pesar de las advertencias de Laocoonte y Casandra, los troyanos introdujeron el caballo en la ciudad e hicieron una gran celebración y, cuando los griegos salieron del caballo, la ciudad entera estaba bajo el sueño de la bebida. Los guerreros griegos abrieron las puertas de la ciudad para permitir la entrada al resto de las tropas y fue saqueada sin piedad alguna.

### Saqueo de Troya

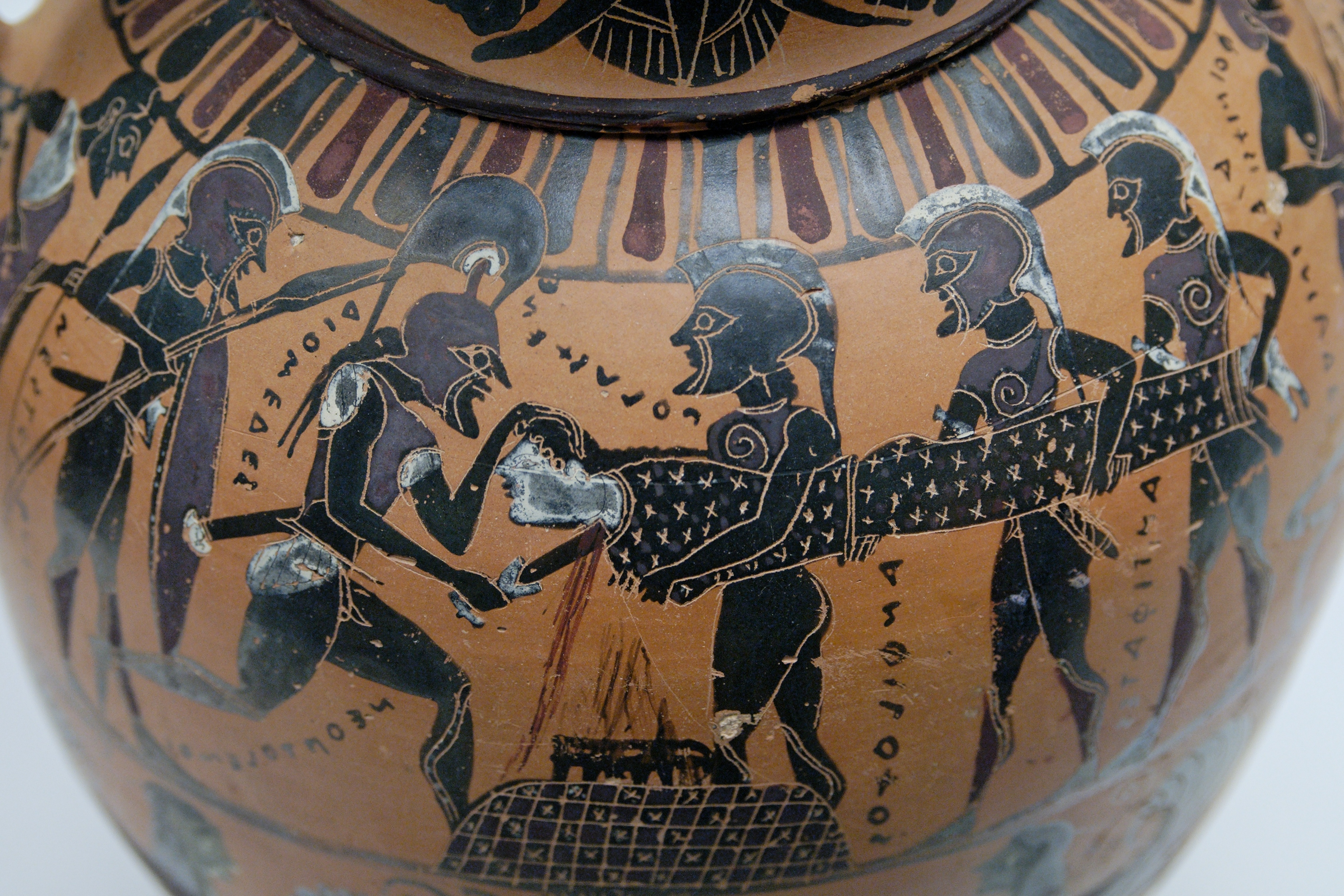
El sacrificio de Políxena representado en una ánfora tirrénica de figuras negras, decorada por el Pintor de Timiades, hacia 570-550 a. C.

Durante el saqueo, los griegos masacraron a la mayor parte de los troyanos y prendieron fuego a la ciudad. Casandra fue ultrajada por Áyax el Menor o arrastrada por este mientras ella se hallaba agarrada a la estatua de Atenea. Menelao mató a Deífobo y recuperó a Helena. El rey Príamo fue muerto por Neoptólemo en el altar de Zeus Herceo. Astianacte, hijo de Héctor, también fue asesinado por los aqueos, que lo arrojaron desde lo alto de una torre.
Después del saqueo, los griegos celebraron sacrificios a los dioses. Algunas de las mujeres troyanas que quedaron con vida fueron esclavizadas: Neoptólemo obtuvo a la esposa de Héctor, Andrómaca; Agamenón obtuvo a Casandra; la reina Hécuba fue parte del botín otorgado a Odiseo. Sin embargo, a Laódice se la tragó la tierra. Por otra parte, Políxena fue sacrificada sobre la tumba de Aquiles.

### Troyanos supervivientes

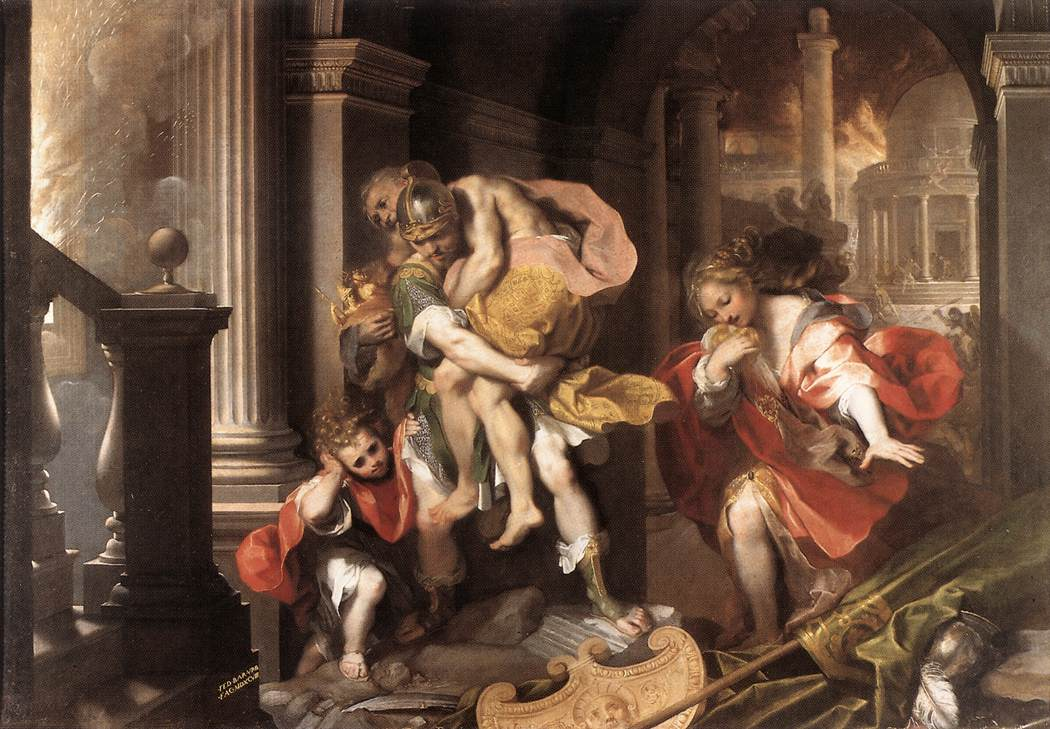
Eneas saliendo de Troya, por Federico Barocci (1598).

Cuando Hécuba estaba cautiva por los griegos se enteró de que su hijo menor, Polidoro, había sido asesinado por el rey Polimnestor de Tracia. Sobre su muerte existen tres versiones: la primera, que se suicidó por la desesperación; la segunda, que los griegos la asesinaron; y la tercera, que los dioses la convirtieron en una perra al escuchar su aullido por la muerte de sus hijos.
Tres hermanas de Príamo que también estaban cautivas —Etila, Astíoque y Medesicaste— prendieron fuego a los barcos en los que se encontraban junto a los griegos mientras estaban cerca de un río de Italia, que desde entonces se llamó Naveto.
Puesto que Antenor, cuñado de Príamo, había sido partidario de devolver a Helena a los griegos, se le perdonó la vida junto a su familia. Luego, lideró a un grupo de troyanos que se asentaron en las costas del Adriático creando una nueva Troya. Se le atribuye la fundación mítica de Padua.
Héleno acompañó a Neoptólemo y marcharon a pie hasta el país de los molosos. Allí se habría casado con Deidamía, madre de Neoptólemo o, cuando este murió, con Andrómaca. Reinaron sobre un territorio llamado Caonia.
Eneas lideró un grupo de supervivientes, incluyendo a su hijo Ascanio, el trompetero Miseno, su padre Anquises y al médico Yápige. Su mujer Creúsa desapareció durante el saqueo de la ciudad. Huyeron de Troya en varios barcos, buscando establecerse en un nuevo hogar. Arribaron a varios países cercanos que no se mostraron hospitalarios, y finalmente les fue profetizado que debían volver a la tierra de sus antepasados. Primero lo intentaron en Creta, que Dárdano había colonizado, pero lo encontraron arrasado por la misma plaga que había expulsado a Idomeneo. Encontraron a la colonia dirigida por Héleno y Andrómaca, pero rehusaron permanecer ahí. Tras siete años llegaron a Cartago, donde Eneas tuvo un romance con Dido. Finalmente los dioses les ordenaron continuar (Dido se suicidó), y llegaron a Italia.
Aquí una profetisa le llevó al inframundo y predijo la grandeza de Roma, que sería fundada por su gente. Negoció un asentamiento con el rey local Latino, y se casó con su hija Lavinia. Esto desencadenó una guerra con otras tribus locales, pero finalmente se fundó el asentamiento de Lavinio. Su hijo Ascanio (hijo de Eneas o Creúsa o Eneas y Lavinia) fundó Alba Longa. Trescientos años después, según el mito romano, sus descendientes Rómulo y Remo fundaron Roma.

### Regreso de los supervivientes aqueos

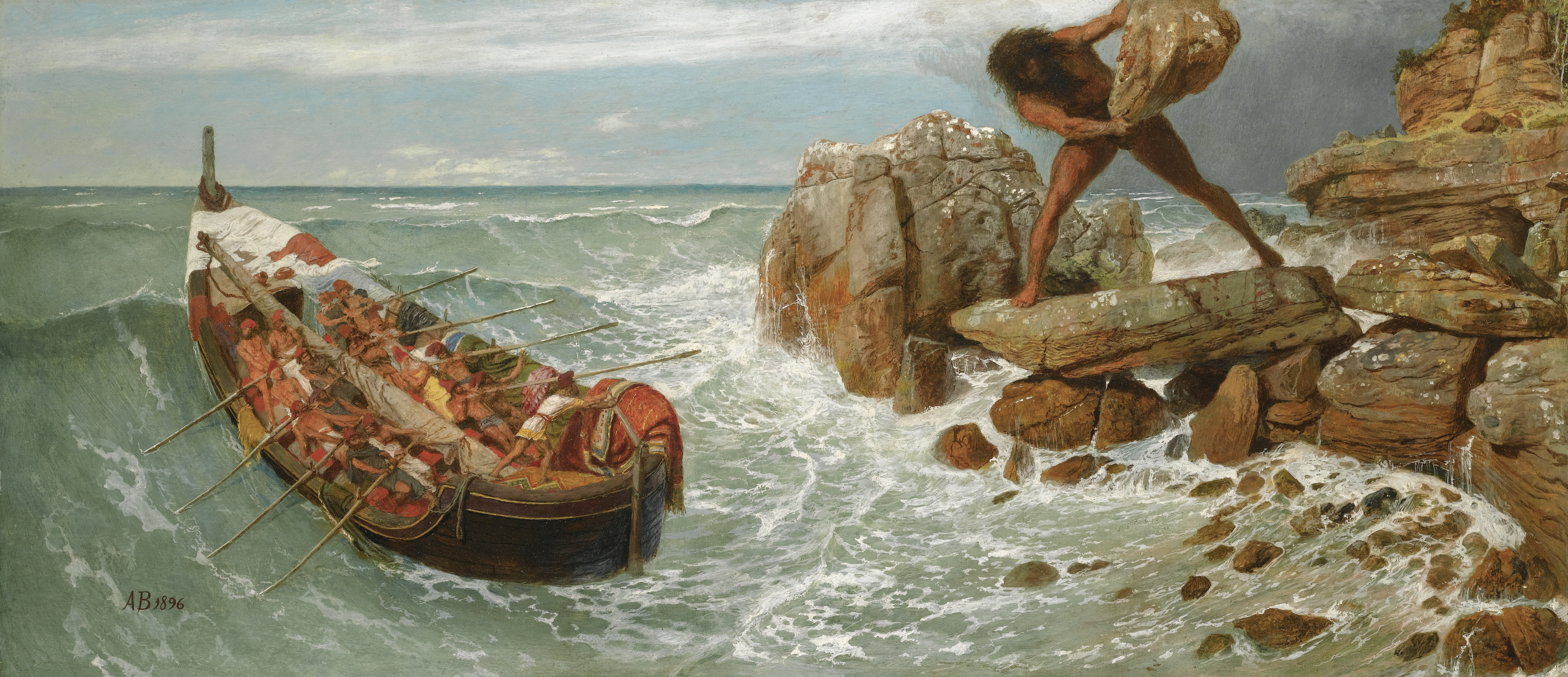
Odiseo y Polifemo, por
Arnold Böcklin (1896).

Antes de partir de Troya hubo un enfrentamiento entre Agamenón y Menelao porque el primero quería realizar sacrificios a Atenea antes de partir y el segundo quería zarpar de inmediato. Menelao, Néstor y Diomedes estaban entre los que emprendieron inmediatamente el regreso.
Solo unos pocos de los aqueos llegaron felizmente a su patria; algunos sufrieron grandes penalidades o fueron expulsados de sus reinos al llegar; otros naufragaron y otros navegaron errantes durante un tiempo hasta diferentes lugares del Mediterráneo como el sur de Anatolia, Libia, Tracia, Italia, Sicilia, Chipre y otras islas, donde se establecieron y fundaron ciudades.
Según la Odisea, la flota de Menelao fue empujada por tormentas hacia Creta y Egipto, de donde no pudieron continuar la navegación por la ausencia de vientos. Menelao tuvo que atrapar a Proteo, una deidad marina, para averiguar qué sacrificios a los dioses debían hacer para garantizarse una travesía segura. Proteo también dijo a Menelao que estaba destinado al Elíseo tras su muerte. Tras varios años errante, Menelao pudo regresar a Esparta con Helena.
Odiseo, después de diez años de viaje (narrados en la Odisea), llegó a Ítaca tras veinte años (los diez de la guerra y los diez de regreso). Durante su travesía estuvo en el país de los cicones, en el país de los lotófagos, en la isla de los cíclopes, la isla de Eolo, el país de los lestrigones, en la isla de Circe, en el país de los Cimerios, en la isla de Calipso y por último en el país de los feacios. Cuando llegó a Ítaca muchos pretendientes al trono que lo creían muerto entablaron una batalla contra Odiseo. Este, ayudado por Telémaco, Eumeo y Filetio pudo matar a los pretendientes y recuperó su reino.
Áyax el Menor murió mientras hacía su viaje de regreso a Lócrida: Atenea lanzó un rayo sobre su nave y Poseidón hundió la roca sobre la que Áyax había conseguido sujetarse.
Algunos de los aqueos fueron víctimas de la venganza de Nauplio: tras no conseguir una indemnización por la muerte de su hijo Palamedes, había recorrido Grecia incitando a las mujeres de los caudillos aqueos a que cometieran adulterio. Además, cuando se enteró del regreso de los griegos, Nauplio agitó una antorcha que guio a muchas naves hasta los acantilados del cabo Cafereo (en Eubea), donde se estrellaron  y naufragaron.
El barco de Idomeneo fue alcanzado por una terrible tormenta. Idomeneo prometió a Poseidón que sacrificaría el primer ser viviente que viese cuando volviese a casa si salvaba su barco y su tripulación. El primer ser vivo al que vio fue su hijo, así que lo sacrificó. Este acto desencadenó una plaga y sus propios súbditos lo expulsaron. Se dirigió a Salento en Italia, donde se estableció. Según otra versión, fue expulsado de Creta por Leuco, que gobernaba parte de Creta tras haber asesinado a la esposa y a la hija de Idomeneo.
Agamenón regresó a su hogar en Micenas. Su esposa Clitemnestra tuvo una relación con Egisto, hijo de Tiestes, primo de Agamenón. Posiblemente como venganza por la muerte de Ifigenia, Clitemnestra se conjuró con su amante para matar a Agamenón. Casandra pronosticó este asesinato y avisó a Agamenón, pero él la ignoró. Fue asesinado en un banquete o en su baño, según diferentes versiones. Casandra también fue asesinada. El hijo de Agamenón, Orestes, que había estado lejos, regresó y conspiró con su hermana Electra para vengar a su padre. Mataron a Clitemnestra y a Egisto. Orestes se casó con Hermíone y retomó Micenas, convirtiéndose en rey de todo el Peloponeso.

## Debate sobre el trasfondo histórico

### En la Antigüedad
Los antiguos griegos creían que los hechos que Homero había relatado eran ciertos. Creían que esta guerra había tenido lugar en el siglo XIII a. C. o en el siglo XII a. C., además de afirmar que Troya estaba situada cerca del estrecho de los Dardanelos en el noroeste de la península de Anatolia. Heródoto menciona la versión persa de la historia, donde el rapto de Helena por Paris (también llamado Alejandro) conlleva que la invasión griega sea la primera irrupción europea en Asia y la derrota del rey Príamo, antes de que los asiáticos invadieran Europa; es decir, no solo consideraba segura la guerra, sino que, según los persas, esta fue la causa originaria de las enemistades entre ese pueblo y los griegos; Tucídides consideraba que Agamenón lideró a los griegos debido a su poderío como rey de Micenas. No obstante, algunos autores de la Antigüedad cuestionaban la veracidad de algunos de los eventos relatados. Tucídides, en concreto, consideraba exageradas las cifras de los combatientes aqueos dadas por Homero y Dion de Prusa elaboró un discurso en el que incluso defendía que los vencedores de la guerra en realidad habían sido los troyanos.

### En tiempos modernos
A partir de 1870 el arqueólogo alemán Heinrich Schliemann excavó la colina de Hisarlik, donde se hallaron los restos de una ciudad que coincide con la posición que desde la Antigüedad se consideraba que ocupaba Troya. Desde entonces se han efectuado investigaciones arqueológicas tendentes a tratar de probar la historicidad de la guerra. Algunos historiadores creen que, de las diez capas estratigráficas de la ciudad, Troya VI o Troya VII pueden haber sufrido una guerra que sería el núcleo histórico de la epopeya de la guerra de Troya. Los principales argumentos que se han aportado en este sentido son su cronología —el final de Troya VI tuvo lugar en torno a 1300-1250 a. C., lo que coincidiría con el apogeo del mundo micénico, y el final de Troya VII-A hacia 1200-1180 a. C.—, su tamaño e importancia —a partir de 1988 se encontró la ciudad baja de Troya VI, protegida por un sistema defensivo— y la interpretación de algunos hallazgos arqueológicos particulares. A los argumentos arqueológicos se han añadido otros de tipo histórico, como la presencia de Troya en documentos contemporáneos del Imperio hitita, bajo la denominación de Wilusa.
Sin embargo, aunque hay un acuerdo general en identificar la Wilusa hitita con Troya, la interpretación de los documentos hititas que mencionan a la ciudad ha sido objeto de debate. Se ha argumentado que dichos documentos no son fácilmente interpretables, ni con respecto a su cronología ni por la comprensión del contenido y que, por ello, cada autor las interpreta según lo que más le conviene para apoyar sus postulados. Por otra parte, con respecto a los datos arqueológicos, los indicios muestran que la causa de la destrucción de Troya VI es más probable que fuera un terremoto, mientras que el problema de identificar la guerra con la destrucción de Troya VII-A es que coincidiría con el periodo de gran inestabilidad en el mundo micénico que supuso la destrucción de sus palacios. Otro aspecto controvertido es la comparación entre el mundo mostrado en los poemas homéricos y el panorama histórico del mundo micénico que se ha extraído de los textos en lineal B y la arqueología micénica.
Entre los defensores de una guerra de Troya histórica se encuentran los principales arqueólogos que han dirigido excavaciones en Troya —Schliemann, Dörpfeld, Blegen y Korfmann. Frente a ellos se halla una corriente de opinión escéptica encabezada por Moses Finley que niega la presencia de elementos micénicos en los poemas homéricos y señala la ausencia de pruebas arqueológicas acerca de la historicidad del mito. Otros estudiosos destacados pertenecientes a esta corriente escéptica son el historiador Frank Kolb y el arqueólogo Dieter Hertel. Joachim Latacz, en un estudio en el que relaciona fuentes arqueológicas, fuentes históricas hititas y pasajes homéricos como el Catálogo de las naves del libro II de la Ilíada, considera probado el origen micénico de la leyenda pero, con respecto a la historicidad de la guerra, se ha mostrado cauto y solo ha admitido que es probable la existencia de un sustrato histórico.
Otra postura —defendida, entre otros, por Trevor Bryce— es que la guerra de Troya pudo tener un pequeño núcleo histórico a través de una fusión de varios ataques contra Troya por parte de los griegos de la Edad del Bronce en lugar de un gran asedio.